# وین اسکالی
وین اسکالی (انگلیسی: Vin Scully; ۲۹ نوامبر ۱۹۲۷ – ۲ اوت ۲۰۲۲) گزارشگر ورزشی اهل ایالات متحده آمریکا بود. وی بین سال‌های ۱۹۴۹ تا ۲۰۱۶ میلادی فعالیت می‌کرد.
وی در سال ۲۰۱۶ برنده نشان افتخار آزادی رئیس‌جمهوری شد.
از فیلم‌ها یا برنامه‌های تلویزیونی که وی در آن نقش داشته‌است می‌توان به به عشق مسابقه اشاره کرد.